# كانليرس (باد كاليه)
كانليرس، باد كاليه (بالفرنسية: Canlers)‏ هي بلدية تقع في إقليم باد كاليه من منطقة نور با دو كاليه في شمال فرنسا. تبلغ مساحة هذه المدينة 3.62 (كم²)، وترتفع عن سطح البحر 140 م، يبلغ عدد سكانها 175 نسمة حسب إحصاء المعهد الوطني للإحصاء والدراسات الاقتصادية سنة 2009 م. وترأس Léonce Blond البلدية خلال فترة (2008-2014).